# Phylloscopus cebuensis
Phylloscopus cebuensis е вид птица от семейство Phylloscopidae. Видът е незастрашен от изчезване.

## Разпространение
Разпространен е във Филипините.